# Ropivacain
Ropivacain (Handelsnamen: Naropin, Ropivacin) ist ein Lokalanästhetikum vom Amid-Typ. Es ist von Bupivacain abgeleitet und besitzt einen relativ langsamen Wirkbeginn und eine lange Wirkdauer (bis zu 12 Stunden). Es wurde 1985 von Apothekernes Laboratorium – Oslo, Norwegen – patentiert und wird seit seiner Einführung 1997 vertrieben. 

## Anwendung
Ropivacain wird in der Anästhesie für die Leitungsanästhesie und für rückenmarksnahe Anästhesieverfahren wie z. B. die Periduralanästhesie verwendet.

## Wirkung
Nach Ropivacaingabe soll die motorische Blockade im Wirkgebiet bei gleicher Schmerzausschaltung weniger ausgeprägt sein. Diese Eigenschaft macht es zu einer viel verwendeten Substanz in der Geburtshilfe und zur Schmerztherapie nach orthopädischen Operationen, da so die schmerzfreie Mobilisation der Patienten vereinfacht wird. Zudem soll es weniger herz- und nervenschädigend sein als vergleichbare andere Lokalanästhetika. Bezüglich der Höchstdosis wird in der Fachinformation von Naropin angegeben, dass zur Epiduralanästhesie bei chirurgischen Eingriffen Einzeldosen bis zu 250 mg Ropivacain (entspricht ca. 33 ml Ropivacain 0,75 %) angewendet und gut vertragen wurde. Eine begrenzte Anzahl von Patienten erhielt zur Plexus-brachialis-Blockade eine Einzeldosis von 300 mg (entspricht ca. 40 ml Ropivacain 0,75 %), die ebenfalls gut vertragen wurden.